# Girls in Their Summer Clothes
«Girls in Their Summer Clothes» — песня американского рок-исполнителя Брюса Спрингстина с альбома Magic вышедшая 15 января 2008 года.
8 февраля 2009 года песня получила премию Грэмми на 51-й церемонии в категории За лучшую рок-песню и номинацию в категории За лучшее сольное вокальное рок-исполнение.

## История
Поп-ориентированная песня с мощным рок-вокалом самого Брюса и поп-оркестровой аранжировкой не имела большого успеха в хит-парадах: № 95 в американском Billboard Hot 100, № 67 в Pop 100, и № 62 в Hot Digital Songs. «Girls in Their Summer Clothes» была названа сингулярно «свежой» песней на альбоме, А. Скотт (A. O. Scott) из газеты The New York Times заметил: «Not that 'Girls in Their Summer Clothes' is untouched by melancholy. Its narrator, after all, stands and watches as the girls of the title 'pass me by.'». Джей Лустиг (Jay Lustig) из Star-Ledger писал, что эта грустная песня «раскрывается постепенно и в своём эксцентричном темпе, с музыкой и вокалом Спрингстина, становясь все более интенсивной». Сам Брюс не ожидал такой оценки и о награждении премией Грэмми узнал только утром из газет.

## Список композиций
1. «Girls in Their Summer Clothes (Winter Mix)»
2. «Girls in Their Summer Clothes (Live)»